# Maricica
Maricica ist ein weiblicher Vorname.

## Herkunft und Bedeutung
Er ist die rumänische Verkleinerungsform von Maria.

## Bekannte Namensträgerinnen
- Maricica Cornici (1982–2005), rumänische Nonne, die drei Monate nach ihrem Eintritt in das rumänisch-orthodoxe Kloster der Heiligen Dreifaltigkeit während einer „Teufelsaustreibung“ zu Tode kam
- Maricica Puică (* 1950), rumänische Mittel- und Langstreckenläuferin und Olympiasiegerin
- Maricica Țăran (* 1962), rumänisch-deutsche Ruderin